# Flugabwehrkommando Ostfriesland
Das Flugabwehrkommando Ostfriesland war ein Kommandostab auf Brigadeebene der Luftwaffe im Zweiten Weltkrieg. Seine Aufstellung erfolgte am 29. Oktober 1940 durch Umwandlung des Regimentsstabes des Flak-Regiments 26. Taktisch unterstand das Flugabwehrkommando dem Luftgaukommando XI Hannover, wobei dem Flugabwehrkommando die operative Führung der in diesem Gebiet stationierten Flakverbände oblag. Deren primäre Aufgabe lag in der Luftverteidigung der in Ostfriesland gelegenen Fliegerhorste gegen britischen Luftangriffen. Hierzu zählten auch die Flakverbände auf den ostfriesischen Inseln. Einziger Kommandeur war Oberst Hans-Jürgen von Witzendorff mit Gefechtsstand in Bremen. Ihm unterstanden Ende Juni 1940 folgende Flakkräfte:
- Reserve-Flakabteilung 182: als Flakuntergruppe Vegesack
- I. Abteilung des Flak-Regiments 43: als Flakuntergruppe Stedingen
- Reserve-Flakabteilung 224: als Flakuntergruppe Blockland
- I. Abteilung des Flak-Regiments 26: als Flakuntergruppe Lesum
- Reserve-Flakabteilung 262: als Flakuntergruppe Vahr
- I. Abteilung des Flak-Regiments 52: als Flakuntergruppe Oberweser
- Reserve-Flakabteilung 265: als Flakuntergruppe Vieland
- I. Abteilung des Flak-Lehrregiments: als Flakuntergruppe Brinkum
- Reserve-Flakabteilung 606: als Flakuntergruppe Delmenhorst

Am 10. Januar 1941 erhielt der Kommandostab die Bezeichnung 8. Flak-Brigade.